# The Tomboy on Bar Z
The Tomboy on Bar Z è un cortometraggio muto del 1912 scritto, prodotto e diretto da Gilbert M. 'Broncho Billy' Anderson. Protagonista femminile del film era Virginia Eames che avrebbe sposato uno degli altri interpreti, True Boardman, assumendone poi il cognome, diventando così Virginia True Boardman.

## Produzione
Il film fu prodotto dalla Essanay Film Manufacturing Company. Venne girato a Niles. Gilbert M. 'Broncho Billy' Anderson, fondatore della casa di produzione Essanay (che aveva la sua sede a Chicago), aveva individuato nella cittadina californiana di Niles il luogo ideale per trasferirvi una sede distaccata della casa madre. Niles diventò, così, il set dei numerosi western prodotti da Anderson.

## Distribuzione
Distribuito dalla General Film Company, il film - un cortometraggio in una bobina - uscì nelle sale cinematografiche USA il 22 ottobre 1912.